# Geoffrey Picard
Geoffrey William Picard, född 20 mars 1943 i Oakland i Kalifornien, död 14 september 2002 i Tahoe City, var en amerikansk roddare.
Picard blev olympisk bronsmedaljör i fyra utan styrman vid sommarspelen 1964 i Tokyo.